# Васильев, Юрий Михайлович (учёный)
Васильев Юрий Михайлович (23 февраля 1924, Сызрань — 10 декабря 1973, Москва) — геолог-нефтяник, доктор геолого-минералогических наук, профессор, участник Великой Отечественной войны, заведующий кафедры геологии(1968—1973) и проректор по учебной работе(1968—1973) в МНИ им. И. М. Губкина.

## Биография
- 23 февраля 1924 — в г. Сызрани Самарской области в семье железнодорожного служащего родился Юрий Михайлович Васильев.
- 1942 — С отличием окончил среднюю школу Сызрани.
- 1942—1945 — Участник Великой Отечественной войны. Служил в 9 гвардейской Ковенско-Кенигсбергской минометной бригаде сначала в качестве орудийного номера, затем наводчика боевой установки и командира отделения, принимал участие в боях Северо Западного, Западного и 3-го Белорусского фронтов. Награждён двумя медалями «За отвагу». Закончил войну в Восточной Пруссии. Имеет медали «За победу над Германией в Великой Отечественной войне», «За взятие Кенигсберга».
- 1945—1951 — Учёба в Московском нефтяном институте (МНИ) им. И. М. Губкина. Окончил институт с отличием, зачислен в аспирантуру.
- 1947—1950 — Параллельно с учёбой работал в Союзной геолого поисковой конторе Министерства нефтяной промышленности СССР в качестве коллектора, прораба, геолога.
- 1951—1954 — Учёба в аспирантуре МНИ им. И. М. Губкина.
- 1950—1954 — Работа во Всесоюзном аэрогеологическом тресте Министерства геологии и охраны недр СССР в должности начальника геологической партии, а с 1951 г. — в должности главного геолога экспедиции.
- 1954 — По окончании аспирантуры защита диссертации на тему «История тектонического развития юго-восточной части Прикаспийской впадины в связи с её нефтеносностью». Зачислен ассистентом на кафедру общей геологии Московского нефтяного института.
- 1956—1958 — Главный геолог комплексной нефтяной геологической экспедиции, затем начальник Прикаспийской газонефтяной экспедиции МНИ им. И. М. Губкина (по совместительству).
- 1960 — Избран на должность доцента кафедры геологии.
- 1961 — Награждён медалью «За трудовое отличие».
- 1961 — По инициативе Ю. М. Васильева и зав.кафедрой проф. М. М. Чарыгина принято Постановление Совета Министров СССР № 828 от 11.09.61 г. «О мерах по осуществлению бурения опытных сверхглубоких скважин». Кафедре геологии поручается организация геологической обработки материалов сверхглубоких скважин Аралсор и Биикжал.
- 1964 — Защита диссертации на соискание ученой степени доктора геолого-минералогических наук на тему «Геологии и закономерности распространения нефти и газа в недрах Прикаспийской впадины». С 1965 г. профессор кафедры общей геологии.
- 1967 — Участник Международного газового конгресса в Гамбурге.
- 1968 — Издание учебника «Общая и историческая геология» в соавторстве с профессором М. М. Чарыгиным
- 1968 — Присуждение звания лауреата премии им. И. М. Губкина за работу «Геология и перспективы нефтегазоносности Арало-Каспийского региона».
- 27.06.1968 — Назначен проректором института.
- 1970 — Присуждение звания лауреата премии им. И. М. Губкина за работу «Геологическое строение Прикаспийской впадины и закономерности распространения нефти и газа в её недрах.
- 1971 — Награждён орденом Трудового Красного Знамени».
- 1971—1972 — Работа над учебником «Общая и историческая геология» (в соавторстве с проф. М. С. Арабаджи и В. С. Мильничуком). Учебник на русском языке издан в 1977 г., на испанском — в 1981 г.
- 10.12.1973 После тяжелой болезни Юрий Михайлович Васильев безвременно ушел из жизни. Похоронен в Москве на Востряковском кладбище.

## Ученые степени и звания
- доктор геолого-минералогических наук

## Награды
- медаль «За трудовое отличие».
- лауреат премии им. И. М. Губкина за работу «Геология и перспективы нефтегазоносности Арало-Каспийского региона»
- лауреат премии им. И. М. Губкина за работу «Геологическое строение Прикаспийской впадины и закономерности распространения нефти и газа в её недрах»